# فوقس أبيض
فوقس أبيض (الاسم العلمي: Fucus albus) هي نوع من الطلائعيات يتبع جنس الفوقس من الفصيلة الفوقسية.